# (1226) Golia
(1226) Golia ist ein Asteroid des Hauptgürtels, der am 22. April 1930 vom niederländischen Astronomen Hendrik van Gent in Johannesburg entdeckt wurde. 
Der Asteroid ist nach Jakob Gool (Jacobus Golius) benannt, einem Orientalisten, der im 17. Jahrhundert die 
Leidener Sternwarte gründete und Willebrord Snell auf dem Lehrstuhl für Mathematik und Astronomie an der Universität Leiden nachfolgte.